# Nami Ōtake
Nami Ōtake (jap. 大竹 七未, Ōtake Nami; * 30. Juli 1974 in Machida) ist eine ehemalige japanische Fußballspielerin.

## Karriere

### Verein
Sie begann ihre Karriere bei Nippon TV Beleza, wo sie von 1989 bis 2001 spielte. Sie trug 1990, 1991, 1992, 1993, 2000 und 2001 zum Gewinn der Nihon Joshi Soccer League bei. 2001 beendete sie  ihre Spielerkarriere.

### Nationalmannschaft
Im Jahr 1994 debütierte Ōtake für die japanische Nationalmannschaft. Sie wurde in den Kader der Weltmeisterschaft der Frauen 1995, 1999 und Olympischen Sommerspiele 1996 berufen. Insgesamt bestritt sie 46 Länderspiele für Japan.

## Errungene Titel

### Mit Vereinen
- Nihon Joshi Soccer League: 1990, 1991, 1992, 1993, 2000, 2001

### Persönliche Auszeichnungen
- Nihon Joshi Soccer League Best XI: 1997, 1999